# Euastacus neodiversus
Euastacus neodiversus é uma espécie de crustáceo da família Parastacidae.
É endémica da Austrália.